# ایوان کیویدز

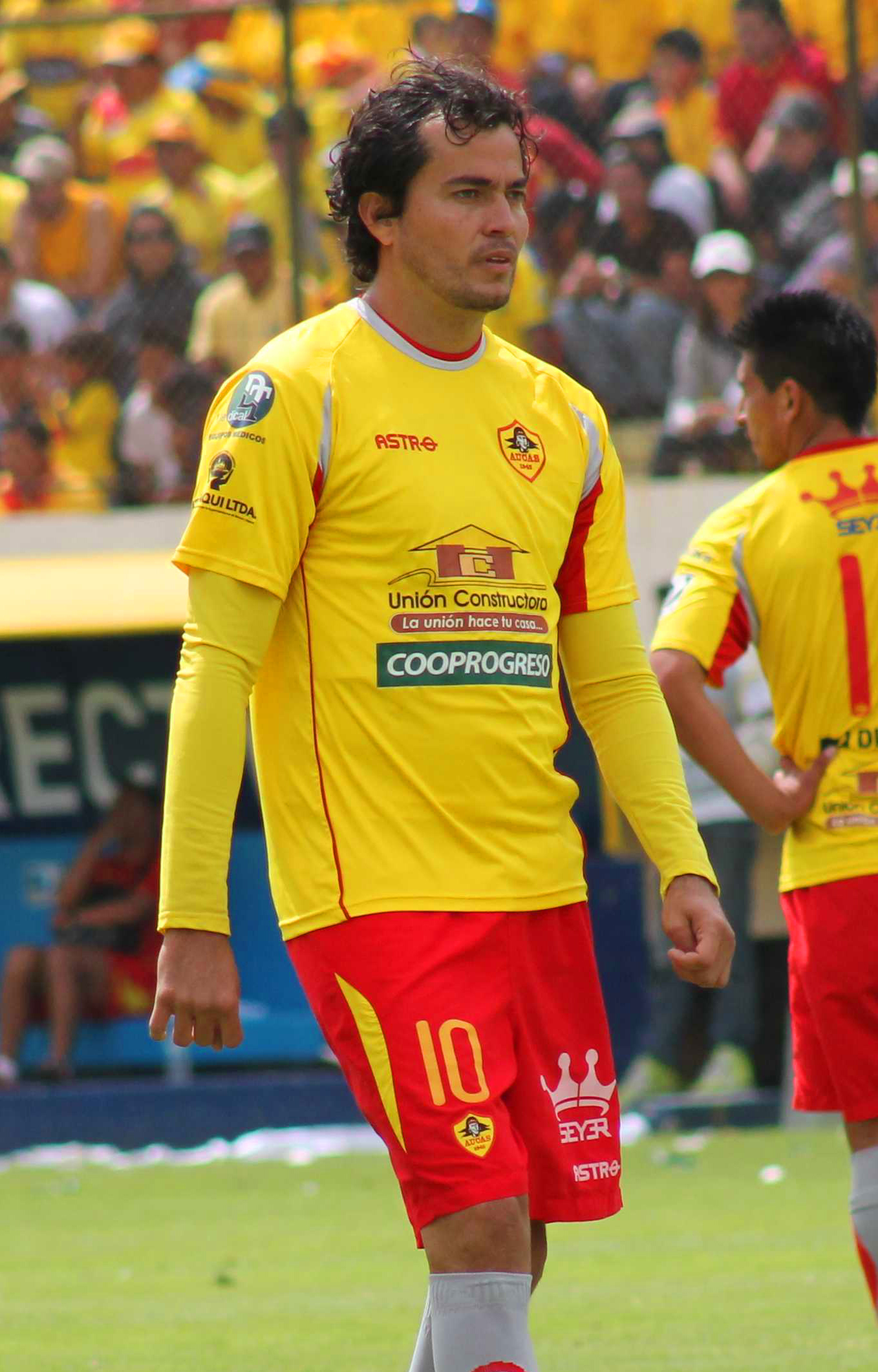
2012

ایوان کیویدز (انگلیسی: Iván Kaviedes؛ زادهٔ ۲۴ اکتبر ۱۹۷۷) یک بازیکن فوتبال اهل اکوادور است.
وی همچنین در تیم ملی فوتبال اکوادور بازی کرده‌است.